# Калинове-Борщувате
Кали́нове-Борщува́те — село в Україні, у  Кадіївській міській громаді Алчевського району Луганської області. Населення становить 218 осіб. Орган місцевого самоврядування — Калинівська селищна рада.
Знаходиться на тимчасово окупованій території України.
Відповідно до Розпорядження Кабінету Міністрів України від 12 червня 2020 року № 717-р «Про визначення адміністративних центрів та затвердження територій територіальних громад Луганської області» увійшло до складу Кадіївської міської громади.

## Населення
За даними перепису 2001 року населення села становило 218 осіб, з них 89,45% зазначили рідною українську мову, а 10,55% — російську.